# Gać (Imielin)
Gać (niem. Gacz) – część Imielina położona na zachód od centrum, przy granicy z Lędzinami; dawniej samodzielna wieś i gmina składająca się z dwóch osad: Stara Gać i Nowa Gać.

## Historia
(Stara) Gać została założona na początku XIX wieku przez kalwińskich mieszkańców z przeludnionego Hołdunowa. 10 kolonistów osiedliło się na miejscu rozparcelowanych dóbr domeny imielińskiej. Kolejnej parcelacji ziemi na południe od (Starej) Gaci dokonano w 1819, po czym na tych gruntach osiadło 21 osadników, a osadę nazwano dla odmiany Nową Gacią. W 1830 powstała samodzielna gmina Gać. W 1878 w Starej Gaci stało 11 a w Nowej Gaci 21 domów. W 1921 podczas plebiscytu we wsi oddano 122 głosy za Niemcami i 22 za Polską.
W okresie międzywojennym była to jedna z jedynie 4 gmin w górnośląskiej (dawnej pruskiej) części województwa śląskiego, gdzie protestanci stanowili większość mieszkańców (71,6% w 1933). Podlegali oni parafii w Hołdunowie. Podczas II wojny światowej po wprowadzeniu przez władze okupacyjne ustawy gminnej Gać została włączona do Hołdunowa, po czym nie odzyskała już samodzielności. W 1946 gromada Gać podlegała gminie zbiorowej Imielin.
Gać stała się integralną częścią Imielina 1 stycznia 1958 w związku z nadaniem gromadzie Imielin statusu osiedla. 1 stycznia 1967 Imielin otrzymał prawa miejskie, a 27 maja 1975 został włączony do Tychów. 1 stycznia 1973 w powiecie tyskim reaktywowano też gminę Imielin (składająca się z sołectw Chełm Śląski, Kopciowice i Dziećkowice), którą 27 maja 1975 włączono również do Tychów. 
1 lutego 1977 Imielin (wraz z Chełmem Śląskim i Kopciowicami) stał się częścią Mysłowic, a 30 grudnia 1994 odzyskał samodzielność jako odrębne miasto. W 1999 Imielin trafił do powiatu tyskiego w województwie śląskim, a od 2002 należy do powiatu bieruńsko-lędzińskiego tamże.